# Рябикін Дмитро Анатолійович
Дмитро Анатолійович Рябикін (рос. Дмитрий Анатольевич Рябыкин; 24 березня 1976, м. Москва, СРСР) — російський хокеїст, захисник. Заслужений майстер спорту Росії.
Вихованець хокейної школи «Динамо» (Москва). Виступав за «Динамо» (Москва), «Авангард» (Омськ), СКА (Санкт-Петербург), «Трактор» (Челябінськ), «Югра» (Ханти-Мансійськ).
У складі національної збірної Росії провів 49 матчів (3+6), учасник чемпіонату світу 2002 (9 матчів, 0+3). У складі юніорської збірної Росії учасник чемпіонату Європи 1994.
У 2011 році закінчив Вищу школу тренерів Сибірського державного університету физичної культури і спорту.
Досягнення
- Срібний призер чемпіонату світу (2002)
- Чемпіон МХЛ (1995), срібний призер (1996)
- Володар Кубка МХЛ (1995, 1996)
- Чемпіон Росії (2004), срібний призер (2001, 2006), бронзовий призер (2007)
- Володар Кубка європейських чемпіонів (2005)
- Срібний призер Євроліги (1998)
- Срібний призер Континентального кубка (2007), бронзовий призер (1999)
- Срібний призер юніорського чемпіонату Європи (1994).